# Highland League Cup 2011–12
Breedon Aggregates Highland League Cup 2011-12 là mùa giải thứ 67 trong lịch sử giải đấu. Đội vô địch là Buckie Thistle, đánh bại Cove Rangers 2-0 trong trận chung kết trên sân Princess Royal Park ở Banff.

## Vòng Một
Trong bốc thăm vòng Một, 14 đội được đi thẳng vào vòng Hai, 4 đội được bốc thăm sẽ thi đấu với nhau ở vòng Một. Các trận đấu vòng Một diễn ra vào ngày thứ Bảy 3 tháng Ba.
| Đội nhà              | Tỉ số | Đội khách    |
| -------------------- | ----- | ------------ |
| Inverurie Loco Works | 2-0   | Fraserburgh  |
| Strathspey Thistle   | 0-1   | Nairn County |

## Vòng Hai
Các trận đấu vòng Hai diễn ra vào ngày thứ Bảy 17 tháng Ba.
| Đội nhà        | Tỉ số | Đội khách            |
| -------------- | ----- | -------------------- |
| Buckie Thistle | 2-1   | Nairn County         |
| Cove Rangers   | 4-2   | Clachnacuddin        |
| Deveronvale    | 5-41  | Wick Academy         |
| Fort William   | 3-4   | Formartine United    |
| Huntly         | 1-3   | Turriff United       |
| Keith          | 2-1   | Brora Rangers        |
| Lossiemouth    | 3-1   | Inverurie Loco Works |
| Rothes         | 0-4   | Forres Mechanics     |

1 Sau hiệp phụ

## Vòng Ba
Các trận đấu vòng Ba diễn ra vào ngày thứ Bảy 7 tháng Tư.
| Đội nhà          | Tỉ số | Đội khách         |
| ---------------- | ----- | ----------------- |
| Buckie Thistle   | 2-11  | Deveronvale       |
| Cove Rangers     | 4-0   | Lossiemouth       |
| Forres Mechanics | 1-12  | Keith             |
| Turriff United   | 1-0   | Formartine United |

1 Sau hiệp phụ 

2 Sau hiệp phụ - Keith thắng 4-3 trong loạt sút luân lưu

## Bán kết
Các trận đấu bán kết diễn ra vào ngày thứ Bảy 21 tháng Tư.
| Đội nhà        | Tỉ số | Đội khách      |
| -------------- | ----- | -------------- |
| Buckie Thistle | 3-1   | Keith          |
| Cove Rangers   | 3-0   | Turriff United |

## Chung kết
| Buckie Thistle               | 2-0               | Cove Rangers |
| ---------------------------- | ----------------- | ------------ |
| Scott 3' · Keith 75' (ph.đ.) | Press and Journal |              |